# Шинжина, Айана Ивановна
Айана Ивановна Шинжина (род. 4 января 1969 года, село Хабаровка, Онгудайский район, Горно-Алтайская автономная область, СССР) — первый профессиональный балетмейстер Республики Алтай. кандидат искусствоведения.

## Биография
В 1988 году закончила Фрунзенское государственное хореографическое училище ныне Бишкекское. Затем закончила балетмейстерский факультет ГИТИС.
Создала Национальный театр танца «Алтам», который посещал с гастролями ведущие сцены России и такие страны, как Новая Зеландия, Франция, Турция, Бельгия, Австрия, Германия, Греция, Италия, Монголия.
Её известные постановки: «Кан Алтай», «Наследие голубых гор», «Прародительница рода Алмат», «Легенды и мифы Горного Алтая», этнобалет «Сынару».
Член Союза театральных деятелей РФ с 2004 года.

## Награды
- золотая медаль первых Молодёжных Дельфийских игр России (1999)
- лауреат общественной премии имени Г. И. Чорос-Гуркина (2002)[2]
- заслуженная артистка РФ (2004)
- почётный гражданин Республики Алтай (2009)